# 기타이요역
기타이요역(일본어: 北伊予駅 키타이요에키[*])은 일본 에히메현 이요군 마사키정에 있는 시코쿠 여객철도 요산선의 역이다. 역 번호는 U02이며, 상대식 승강장 2면 2선의 구조를 지닌 지상역이다.

## 역 주변
- 기타이요 우체국

## 역사
- 1930년 2월 27일 : 요산 선 이요사이조 ~ 마쓰야마 역 간 개통과 동시에 역이 설치.
- 1986년 3월 3일 : 무인화.
- 1987년 4월 1일 : 민영화에 의해, 시코쿠 여객철도로 이관.

## 인접 정차역
| 시코쿠 여객철도 요산선      | 시코쿠 여객철도 요산선 | 시코쿠 여객철도 요산선        |
| --------------------------- | ---------------------- | ----------------------------- |
| U 01 이치쓰보 다카마쓰 방면 | 요산 선                | 이요오코타 U 03 이요오즈 방면 |